# Sandwiese
Sandwiese (mundartlich: Hutzelschweiz) ist einer von drei Ortsteilen der Gemeinde Alsbach-Hähnlein im südhessischen Landkreis Darmstadt-Dieburg.
Der Ort liegt in der Gemarkung Alsbach zwischen dem Ortskern von Alsbach und Hähnlein am Rand des Odenwaldes in der Rheinebene. Der Ort hat einen Haltepunkt an der Bahnstrecke Frankfurt am Main–Heidelberg (Hähnlein-Alsbach). Östlich des Ortes treffen sich die Bundesstraße 3 und die Landesstraße 3112. Im Westen verläuft die Bundesautobahn 5.
Gegründet wurde der kleinste Ortsteil von Alsbach-Hähnlein im Jahre 1949 auf einer alten Sanddüne.
In der Sandwiese gibt es eine Kindertagesstätte und einen Spielplatz. Außerdem ist dort das größte Gewerbegebiet der Gemeinde angesiedelt, zu dem unter anderen Wolf Bergstraße (eigentlich Pfarrtanne und nicht Sandwiese) und die Stimme der Hoffnung gehören.